# Bucciali TAV 12

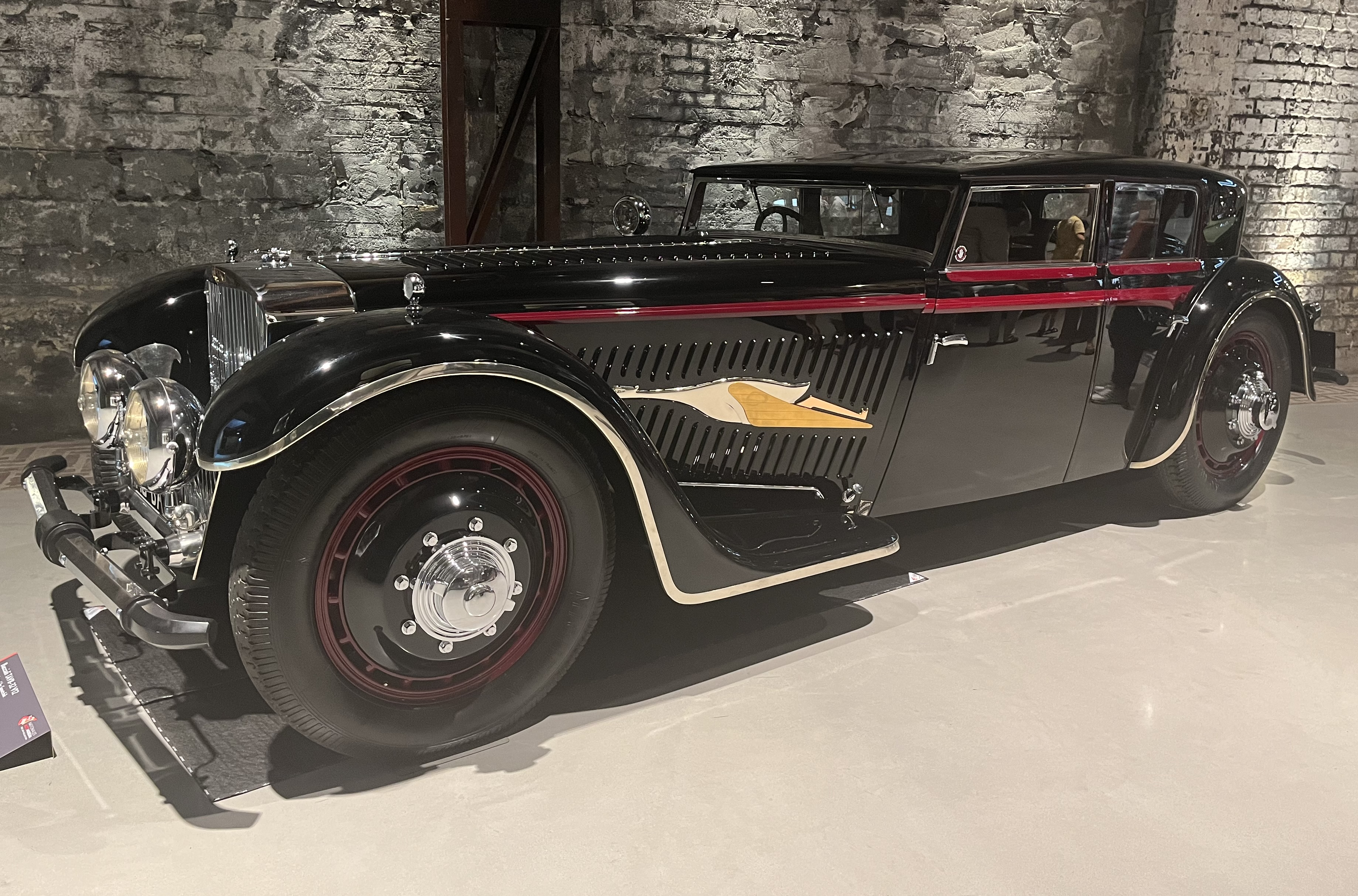
Bucciali TAV 12

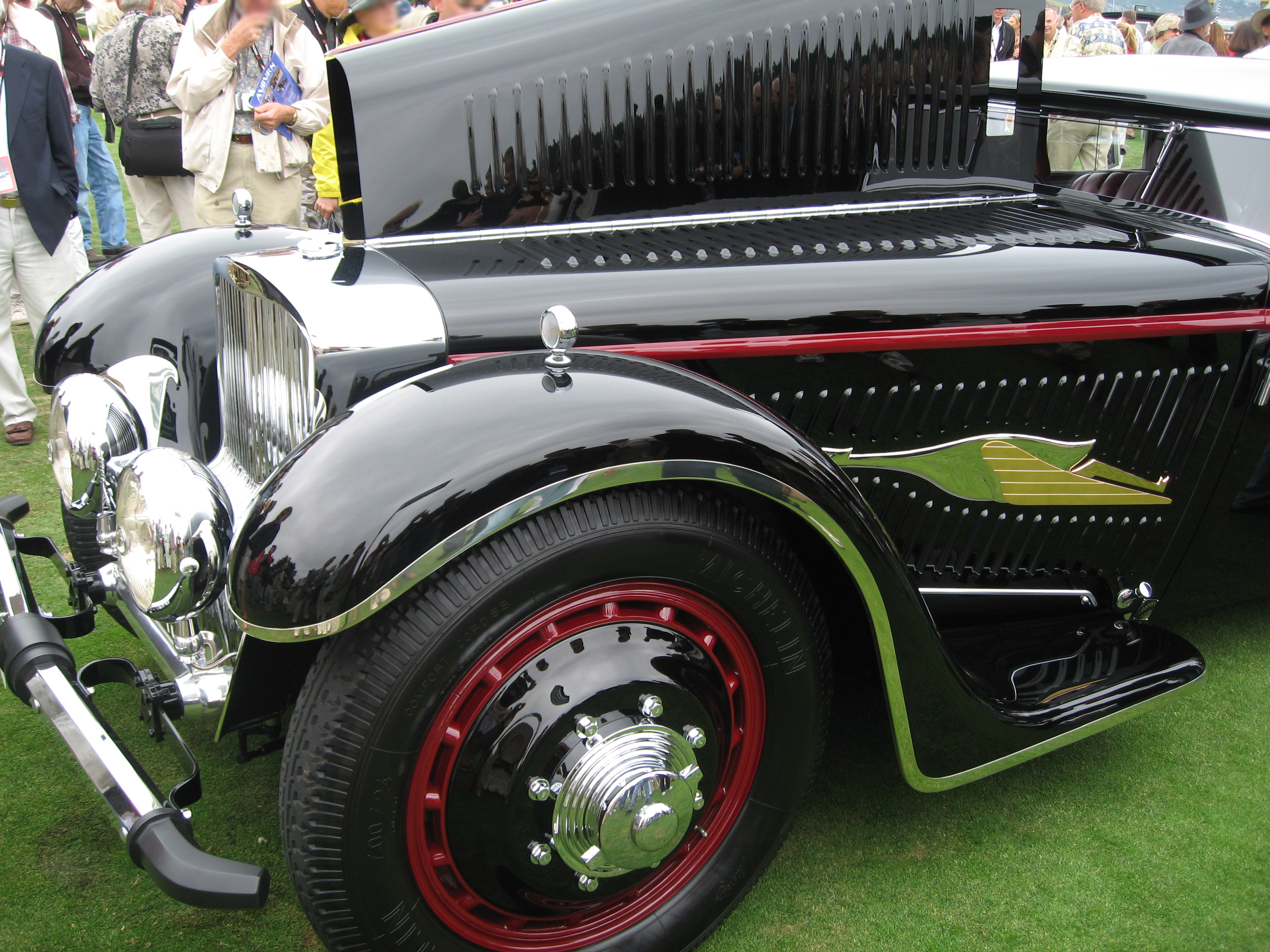
Bucciali TAV 12 La Flèche d'Or

Bucciali TAV 12 (TAV - Traction Avant укр. передній привід) виготовила французька компанія Automobiles Bucciali. Це була остання модель конструкції братів Буціаллі, що відносилась до елітних машин люкс-класу.

## Історія
Паризький банкір Жорж Рьор (фр. Georges Roure) на Паризькому автосалоні 1930 побачив макети моделі Bucciali TAV16 Double Huit  та 16-циліндрового мотора. Він замовив собі модель Bucciali з переднім приводом, 16V-циліндровим мотором, але не бажав більше року чекати на виготовлення мотора Avions Voisin. Замість мотора Avions Voisin брати Буціаллі планували встановити два 8-циліндрові мотори Lycoming (холдинг Еррета Лоббана Корда), які до цього встановлювали на своїх моделях. Крім того мотори Lycoming були пристосовані для передньопривідних авто холдингу Cord Corporation (Cord 810-812). Зібране шасі Типу 7 назвали TAV 8-32. Шасі було схоже на шасі Типу 6 для моделі Bucciali TAV 30, яку паралельно будували. На час будівництва банкір передумав і згодився на 12-циліндровий безклапанний мотор Avions Voisin 7 (TAV 12) об'ємом 4,9 л. На перше шасі типу 6 з авіаційним 12-циліндровим двигуном, 24-дюймовими колесами до кінця листопада 1931 встановили кузов кабріолет дизайну фірми  Guillet. На ньому випробували конструкцію шасі, передній привід. Поль-Альберт Буціаллі і Жорж Рьор здійснив 1000 км переїзд з Парижу до Ніцци на Конкурс Елегантності (фр. Concours d'Elegance), де Bucciali TAV 12 отримав головний приз Гран-прі Почесті (фр. Grand Prix d´Honneur). Однак кузов видався непривабливим для замовника і конструктора.
На основі поїздки збудували (видовжили) шасі з колісною базою 4,1 м. Кузов чотиридверного седана за задумом Поля і Анджело Буціаллі виконав Жак Савчук. До квітня 1932 авто передали замовнику. При висоті 1,45 м модель вважали найнижчим авто світу. Модель отримала назву "Золота стріла" (фр. La Flèche d'Or). Тим часом брати Буціаллі в часи Великої депресії втратили спонсорів, замовників і наприкінці 1932 зупинили виробництво.
В час світової війни Поль-Альберт Буціаллі служив у 3 ескадрильї аса Жоржа Гінемера, званій "Група Лелеки" (фр. Groupe de Cignones) від емблеми ескадрильї лелеки. На згадку профіль лелеки розміщували на боковинах капоту Bucciali. Схожа фігурка красувалась на радіаторі Hispano-Suiza, адже конструктор моделей Марк Біркігт служив разом з Буціаллі і встановив її на пам'ять аса Гінемера.
Bucciali TAV 12 купив граф де Ріво (англ. Rivault), за замовленням якого кузов зняли і встановили на шасі Bugatti Type 46. Нове авто продали і перевезли до США після війни. У 1950-х рр. авто купив колекціонер Серж Поззолі (англ. Serge Pozzoli). У нього кузов Савчука купив колекціонер-реставратор Рой Джонс (англ. Ray Jones), який став розшукувати оригінальні частини авто.  1976 до справи долучився підприємець, колекціонер Том Перкінс (англ. Tom Perkins), який вирішив профінансувати повне відновлення авто. Було викуплено мотор Вуазен, шасі. Пауль Альберт Буціаллі надав оригінальні креслення. Авто перейшло 1986 до нового власника, який продовжив справу. На основі креслень відновили втрачені деталі шасі, задньої осі і т. п. Відновлений Bucciali TAV 12 презентували 1997 на конкурсі елегантності у каліфорнійському Пеббл Біч (англ. Pebble Beach).
З 1970-х років були виготовлені репліки Bucciali TAV 12 з сучасними автомобільними аксесуарами.

### Технічні дані Bucciali TAV 12
|                    |                    |
| Розміри            | Параметри          |
| Роки випуску:      | 1932               |
| Довжина:           | 5790 мм            |
| Висота:            | 1450 мм            |
| Ширина:            | 1980 мм            |
| Колісна база:      | 4,1 м              |
| Колія коліс:       |                    |
| Маса порожнього:   |                    |
| Мотор              | V12, безклапанний, |
| Потужність мотора: | 125 к.с.           |
| Об'єм мотора       | 4,9 л              |
| Трансмісія :       | КП 4-ступінчаста   |
| Швидкість :        | 150 км/год.        |